# Тенистый проезд
Тени́стый прое́зд  — улица Москвы в районе Свиблово Северо-Восточного административного округа. Проходит от Игарского проезда параллельно Яузе не доходя до Кольской улицы.

## Название
В составе бывшего города Бабушкин проезд сначала был Зелёной улицей, затем частью Медведковской улицы (вместе с Ленской улицей). С 1960 года — в черте Москвы, в 1964 году получил современное название. Возможная мотивация названия Тенистый проезд и прежнего Зелёная улица — озеленение улицы. Другое прежнее название, Медведковская улица, было дано по находящемуся на другом берегу реки Яузы бывшему селу Медведково.

## Описание
Тенистый проезд проходит в парке Свиблово на северо-восток параллельно реке Яузе в районе устья Чермянки, начинаясь от Игарского проезда. Справа примыкает улица Просвещения. Проезд заканчивается не доходя до Кольской улицы. Параллельно ему проходит Вересковая улица. Почти на всей протяжённости является пешеходной аллеей в парке, дома по чётной стороне расположены на его границе.
Тополя на аллее, идущей от стадиона к пруду, были посажены школьниками ко Дню Победы в Великой Отечественной войне.

## История
- до 1812 года на месте современного Тенистого проезда располагалась деревня Поповка (Поповская, Выползово)[2]
- с 1929 года начинает формироваться посёлок Института пути
- в начале 1930-х годов на месте проезда планировалось создание парка культуры и отдыха, но проект не был реализован[3]
- 1941-1945 - на стадионе нядом с проездом располагалась 21-я батарея 176-й зенитно-артиллерийского полка
- середина 20 века - проект превращения узкого Тенистого проезда (Зеленой улицы) в крупную транспортную артерию, связывающую Кольскую улицу и Игарский проезд[3]
- около 2018-го года - благоустройство проезда

## Учреждения и организации
- 2 — магазин «Утконос», Библиотека семейного чтения;
- 4 — детский сад № 2531;
- 6 — жилой дом (постройка 1960 года), автошкола;
- 8, строение 1 — школа № 1138.